# Dieter Stosberg
Dieter Stosberg (* 26. Oktober 1946 in Münster) ist ein ehemaliger deutscher Fußballspieler.

## Laufbahn
Dieter Stosberg ist aus der Jugend seines Heimatvereins Preußen Münster hervorgegangen und lief im Anschluss für diverse Auswahlmannschaften der deutschen Bundeswehr auf, bei welchen unter anderem Stan Libuda und Erwin Kostedde seine Mannschaftskollegen waren.
Seine Laufbahn im aktiven Seniorenbereich startete er 1966/67 beim damaligen Regionalligisten West Preußen Münster zunächst als Stürmer, wurde jedoch im weiteren Verlauf zum Außenverteidiger umgeschult. Sein Debüt bei den Grün-Schwarzen gab er am 23. Oktober 1966 beim 2:1-Heimerfolg gegen die Hammer SpVg auf Rechtsaußen. In dieser Runde waren Spieler wie Herbert Eiteljörge, Klaus Bockisch, Klaus Ackermann, Erwin Kostedde und Hermann Lulka im Stadion an der Hammer Straße aktiv und belegten trotz der Neuzugänge Werner Anzill und Günter Augustat mit dem SCP lediglich den neunten Rang. Trainer während seiner Preußen-Zeit bis 1973 waren u. a. Bert Trautmann, Aki Schmidt und Slobodan Čendić. Während der Spielzeit 1971/72 stand Dieter Stosberg vor einem Wechsel zum Bundesligisten Borussia Dortmund, jedoch verletzte sich der Verteidiger beim letzten Saisonspiel am 14. Mai 1972 im Stadion von Rot-Weiss Essen schwer und fiel lange mit einem doppelten Knöchelbruch aus, so dass der Wechsel platzte. Erstmals am 25. Februar 1973 konnte er als Einwechselspieler wieder am Ligabetrieb teilnehmen. Er absolvierte 1972/73 dadurch lediglich sieben Rundenspiele. Die Runde beendete er mit den Preußen am 13. Mai 1973 mit einer 0:9-Auswärtsniederlage bei Borussia Dortmund.
Im Jahr 1973 wechselte Dieter Stosberg nach 129 Regionalligaeinsätzen mit sechs Toren für Preußen Münster zum 1. FC Schweinfurt 05 in die Fußball-Regionalliga Süd. Im letzten Jahr der alten zweitklassigen Regionalligaära, 1973/74, absolvierte er unter Trainer Fritz Schollmeyer für die Elf vom Willy-Sachs-Stadion an der Seite von Mitspielern wie Harald Aumeier, Gert Brunnhuber, Wolfgang Dramsch, Horst Raubold und Rainer Skrotzki alle 34 Rundenspiele und Schweinfurt belegte den 15. Rang. Damit waren die Unterfranken für die 2. Fußball-Bundesliga qualifiziert, die zur Saison 1974/75 an den Start ging. Am 3. August 1974 eröffnete er mit Schweinfurt mit einer 1:5-Niederlage beim VfR Heilbronn die erste Spielzeit der 2. Bundesliga. Durch die drei Torschützen Lothar Emmerich (16 Tore), Werner Seubert (16 Tore) und Harald Aumeier (15 Tore) konnte das Sztani-Team ernsthaft um den Aufstieg in die Bundesliga mitspielen. Schweinfurt verpasste unter Trainer István Sztani die Qualifikationsspiele zum Aufstieg in die 1. Bundesliga in der Saison 1974/75 lediglich auf Grund des schlechteren Torverhältnisses als Dritter der 2. Bundesliga Süd. Im zweiten Jahr in der 2. Bundesliga erlebte er das Gegenteil: als 18. der Tabelle stieg Schweinfurt in das Amateurlager ab. Der Mann aus Münster hatte unter den zwei Trainern Peter Velhorn (bis Februar 1976) und Gunther Baumann (ab Februar 1976) alle 34 Rundenspiele absolviert und ein Tor erzielt. Das letzte Rundenspiel in der 2. Bundesliga war für Stosberg und Kollegen am 13. Juni 1976 der 3:0-Heimerfolg gegen den FSV Frankfurt. Stosberg absolvierte für Schweinfurt 62 Spiele in der 2. Liga (1 Tor).
Zum Abschluss seiner Laufbahn lief er in der Saison 1977/78 für den Verbandsligisten SpVg Emsdetten 05 auf. Nach Beendigung seiner aktiven Laufbahn trainierte Dieter Stosberg bis 1992 diverse Amateurvereine aus dem Raum seiner Heimatstadt Münster, in die er nach seiner Zeit bei Schweinfurt 05 zurückkehrte.